# Willer (piłkarz)
Willer Souza Oliveira – brazylijski piłkarz urodzony 18 listopada 1979 w Aldeias Altas.  Zawodnik w swojej karierze występował w takich krajach jak Brazylia, Argentyna, Rosja, Litwa, Białoruś, Salwador, Gwatemala, Tadżykistan i Polska. W Polsce zawodnik grał tylko niecałe pół roku w barwach Wigier Suwałki, podpisał kontrakt z klubem 29 czerwca 2011 roku który został rozwiązany na przełomie listopada i grudnia 2011 roku. Piłkarz w tym czasie wystąpił 18 meczach II ligi, gdzie strzelił 2 bramki (obie z karnych) i w jednym meczu Pucharu Polski. Willer w barwach Wigier grał na plecach z numerem 10.